# Gloriosa (poème)
Pour l’article homonyme, voir Gloriosa.
Gloriosa est un poème symphonique pour orchestre composé par Yasuhide Ito. L’œuvre comprend trois mouvements : Oratio (1er mvnt), Cantus (2e mvnt) et Dies Festus (3e mvnt). Ces chansons évoquent les kakure kirishitan (chrétiens japonais de l'époque d'Edo) et leur lutte pour conserver leur foi.